# Nagy János (pap)
Nagy János (Felsőszeli, 1701. november 2. – Buda, 1768. július 15.) Jézus Társasági áldozópap.

## Élete
1721. október 18-án a Jézus Társaságába lépett, majd letette a negyedik fogadalmat. Kassán a bölcseletet tanította. Házfőnök volt Nagyváradon, Esztergomban, Egerben, Kalocsán, Udvarhelyen és Budán, valamint könyvvizsgáló Pozsonyban.

## Művei
- Diadema triumphale. Cassoviae, 1729
- Spei illustres Suadae Cassoviensis. Cassoviae, 1730